# کارتاگو (کالیفرنیا)
کارتاگو (به انگلیسی: Cartago) یک منطقهٔ مسکونی در ایالات متحده آمریکا است که در شهرستان اینیو، کالیفرنیا واقع شده‌است. کارتاگو ۳٫۰۳۶ کیلومتر مربع مساحت و ۹۲ نفر جمعیت دارد و ۱٬۱۰۶ متر بالاتر از سطح دریا واقع شده‌است.